# Ipomoea tyrianthina
Ipomoea tyrianthina ist eine Pflanzenart aus der Gattung der Prunkwinden (Ipomoea) aus der Familie der Windengewächse (Convolvulaceae). Die Art ist in Amerika verbreitet. Nach R. Govaerts muss die Art Ipomoea orizabensis (G.Pelletan) Ledeb. ex Steud. heißen.

## Beschreibung
Ipomoea tyrianthina ist eine krautige Kletterpflanze, deren Stängel spärlich mit zurück gebogenen borstigen Trichomen besetzt oder unbehaart sind. Die Laubblätter sind lang gestielt, die Blattspreiten sind kreisförmig-eiförmig und 6 bis 10 cm lang. An der Spitze sind sie plötzlich zugespitzt, an der Basis herzförmig. Der Blattrand ist ganzrandig oder seltener dreilappig. Die Blattflächen sind dünn feinborstig oder kurz filzig.
Die Blütenstände bestehen aus einer bis fünf Blüten. Die Blütenstandsstiele sind lang und schlank und oftmals deutlich länger als die Laubblätter. Die Blütenstiele haben eine Länge von 1 bis 4 cm. Die Kelchblätter sind nahezu gleichgestaltig, langgestreckt-lanzettlich. Die äußeren sind zugespitzt oder selten abgestumpft, die inneren zugespitzt und 12 bis 15 mm lang. Die Kelchblätter sind lang filzig behaart und verkahlen an den Spitzen, die Trichome besitzen oftmals eine verdickte Basis. Die inneren Kelchblätter können jedoch auch nahezu unbehaart sein. Die Krone ist rosa-violett gefärbt, 6 bis 8 cm lang und unbehaart.

## Verbreitung
Die Art ist in Guatemala, Mexiko und Honduras verbreitet. Es wird angenommen, dass sie in feuchten Dickichten in Höhenlagen von 1600 bis 3800 m wächst.